# Rudolf Herlt
Rudolf Herlt (* 27. Dezember 1919 in Lobositz; † 19. März 2005 in Hamburg) war ein deutscher Wirtschaftsjournalist.

## Leben

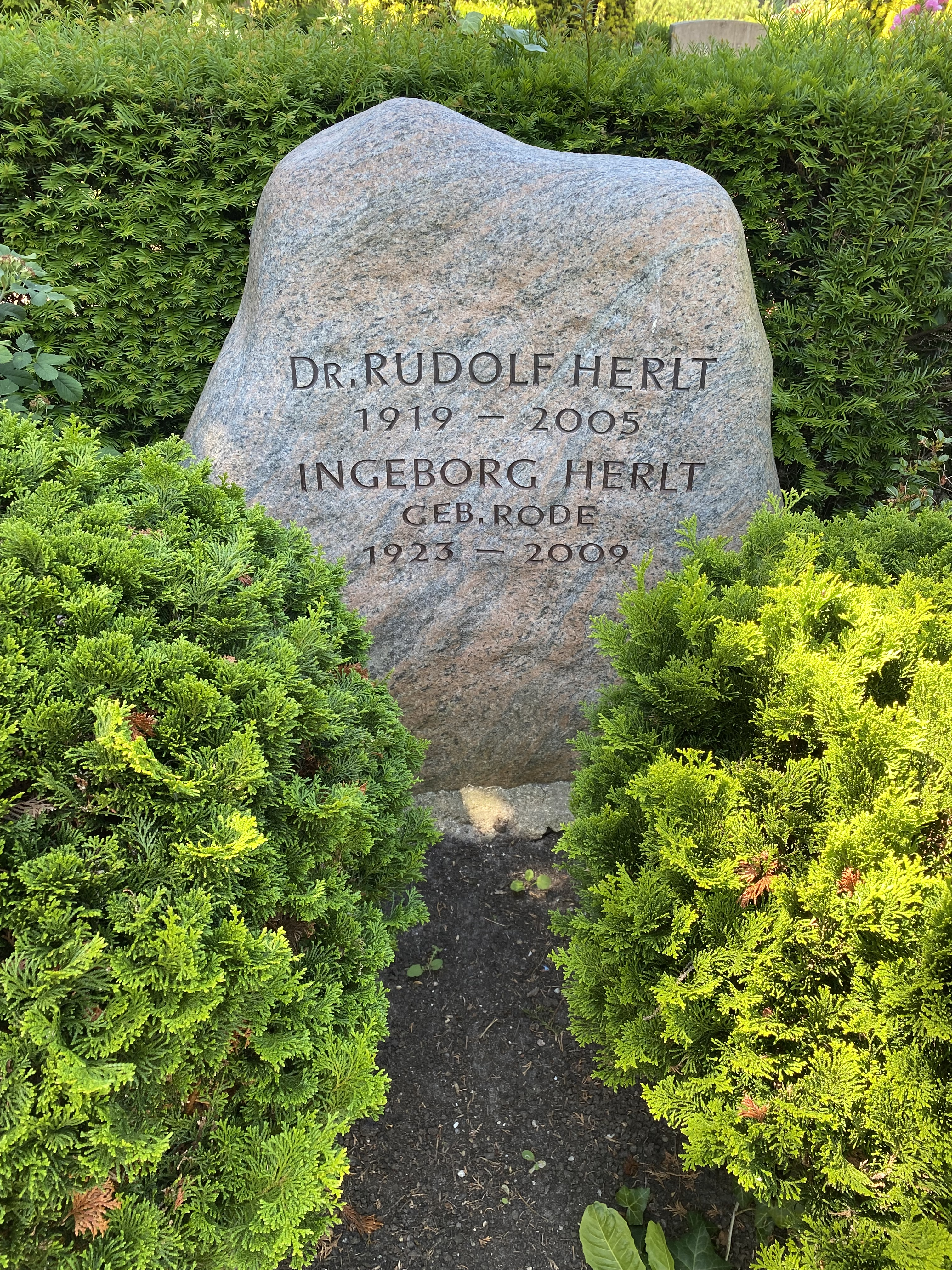
Grabstätte

Herlt stammte aus dem Sudetenland. Er wurde 1950 an der Philosophischen Fakultät der Universität Erlangen mit der Dissertation Gibt es eine allgemeine Konjunkturtheorie? Versuch einer methodologisch kritischen Auseinandersetzung zum Dr. rer. pol. promoviert. Danach war er als Wirtschaftsredakteur bei der Tageszeitung Die Welt tätig u. a. als Auslandskorrespondent in London und bei der Wochenzeitung Die Zeit. 1986 trat er in den Ruhestand. Darüber hinaus verfasste er Artikel für die Schweizer Wirtschaftszeitung Finanz und Wirtschaft. Er lebte in Hamburg und war verheiratet mit Ingeborg Herlt geb. Rode (1923–2009). Seine Tochter arbeitet für das Goethe-Institut. Seine letzte Ruhestätte fand Rudolf Hertl auf dem Friedhof Bernadottestraße im Hamburger Stadtteil Ottensen.

## Auszeichnungen
- 1959: Karl-Bräuer-Preis des Bundes der Steuerzahler[4]
- 1970: Theodor-Wolff-Preis des Bundesverbandes Deutscher Zeitungsverleger[5]
- 1990: Ludwig-Erhard-Preis für Wirtschaftspublizistik der Ludwig-Erhard-Stiftung[6]

## Schriften (Auswahl)
- 150 Jahre Hamburger Sparkasse. Hamburger Sparkasse, Hamburg 1977.